# Антемије из Трала
Антемије из Трала (Грчки: Ἀνθέμιος ὁ Τραλλιανός; око 474 – 533 x 558) био је византијски Грк из Трала који је радио као геометар и архитекта у Константинопољу, главном граду Византијског царства. Са Исидором из Милета дизајнирао је Аја Софију за Јустинијана I.

## Биографија
Антемије је био један од пет синова Стефана из Трала, лекара. Његова браћа су били Диоскор, Александар, Олимпијије и Метродор. Диоскор је наставио очеву професију и радио је у Тралу; Александар је радио у Риму и постао један од најславнијих лекара свог времена; Олимпије је постао запажен адвокат; а Метродор је радио као професор класика (grammaticus) у Цариграду.
Речено је да је Антемије изнервирао свог комшију Зенона на два начина: прво, тако што је направио минијатурни земљотрес слањем паре кроз кожне цеви које је причврстио међу греде и подове Зенонове салона док је забављао пријатеље и, друго, тако што је симулирао грмљавину и муњу и сијајући неподношљиво светло у Зенонове очи из мало удубљеног огледала. Поред његовог познавања паре, неки сумњиви аутори приписивали су Антемију познавање барута или другог експлозивног једињења.

## Математика
Антемије је био врстан математичар. У расправи On Burning Mirrors, намеравао је да олакша конструкцију површина да рефлектују светлост до једне тачке, описао је конструкцију елипсе и претпоставио својство елипса које није пронађено код Аполонија из Перге. Његов рад такође укључује прву практичну употребу конусногог пресека: након што је дао фокус и двоструку ординату, користио је фокус и директрису да добије било који број тачака на параболи. Овај рад је касније био познат арапским математичарима.
Евтокијев коментар на Аполонијево дело Conics био је посвећен Антемију.

## Архитектура
Као архитекта, Антемије је најпознатији по свом раду на пројектовању Аја Софије. Јустинијан I га је ангажовао да ради заједно са Исидором из Милета, убрзо након што је црква на истом месту изгорела 532. године. Антемије је преминуо током раних фаза рада на пројекту. Такође се наводи да је поправио одбрану од поплава у Дарашу.